# فيليسي مولر
فيليسي مولر (بالإنجليزية: Felice Mueller)‏ هي مجدفة أمريكية، ولدت في 15 أكتوبر 1989 في وايت بلينس في الولايات المتحدة.

## وصلات خارجية
- فيليسي مولر على موقع الاتحاد الدولي للتجديف (الإنجليزية)
- فيليسي مولر على موقع اللجنة الأولمبية الدولية (الإنجليزية)
- فيليسي مولر على موقع أوليمبيديا (الإنجليزية)
- فيليسي مولر على موقع اللجنة الأولمبية والبارالمبية الأمريكية (الإنجليزية)